# Agatha Christie: And Then There Were None
Agatha Christie: And Then There Were None (с англ. — «Агата Кристи: И никого не стало») — приключенческая компьютерная игра 2005 года, основанная на романе Агаты Кристи «Десять негритят». Тем не менее игра существенно отличается от романа.
Игра открыла серию квестов по мотивам произведений Агаты Кристи; вслед за ней последовал квест Agatha Christie: Murder on the Orient Express.

## Геймплей
«И никого не стало» — квест от третьего лица; пользователь играет за героя по имени Патрик Нарракотт. Игроку предстоит очень много разговаривать с персонажами, собирать различные предметы, комбинировать и рассматривать их, делать выписки из книг в свой блокнот и решать головоломки.
В игре много действий, которые «подсказывает» курсор. В частности, когда рядом со стрелкой появляются следы, это значит, что Нарракотт может пройти по данному направлению, а когда пользователь видит шестерёнку, он может соединить предметы или дать их персонажу.
В игре использован движок 2.5D, то есть трёхмерные персонажи передвигаются по двухмерным локациям. Такой движок часто используется в квестах.
Игра разделена на десять глав, посвящённых смерти каждого из персонажей. Каждая глава делится на сцены со вступительными видеороликами. Чтобы перейти к новой сцене и просмотреть новый ролик, игрок должен выполнить триггеры — особые действия: поговорить с персонажами, сделать какой-нибудь механизм в инвентаре и так далее.
Так как игра принадлежит к детективному жанру, то игроку часто придётся допрашивать персонажей, а для того, чтобы узнать от них как можно больше информации, — задабривать: поить Эмили Брент соком, возвращать генералу Маккартуру трость, а судье Уоргрейву — курительную трубку.

## Сюжет

### Глава 1
Во вступительном ролике все главные герои на поезде доезжают до Стиклхевена (Sticklehaven), где Патрик Нарракотт сажает их в лодку и отвозит на Остров Кораблекрушений (Shipwreck Island). Выясняется, что всех их туда пригласил некий А. Н. Оним (U.N. Owen). Доставив гостей мистера Онима, Патрик понимает, что его лодка разбита; начинается шторм, и герой вынужден остаться. Он замечает в столовой десять фарфоровых морячков, а над камином — детскую считалку, посвящённую им.
Внезапно, как и в романе Агаты Кристи, включается граммофон, и странный голос оглашает, в чём повинен каждый из гостей. После этого Марстон оказывается отравлен цианистым калием, одна из фигурок морячков разбита. Патрик начинает своё расследование. Миссис Роджерс становится плохо; Патрик помогает доктору, принеся его саквояж, и отправляется допрашивать гостей. Ночью он обнаруживает в библиотеке потайную комнату и пытается связаться с большой Землёй с помощью радиоприёмника, но это ему не удаётся.

### Глава 2
Доктор Армстронг сообщает о смерти миссис Роджерс во сне, а на столе остаётся восемь фарфоровых морячков. Все хотят выбраться с острова, но в бурю это невозможно.

### Глава 3
Нарракотт решает сделать парашют, чтобы попасть на материк и попросить о помощи. Брент соглашается помочь ему. Тем временем Армстронг и Блор ищет мистера Онима, но находят труп генерала Маккензи на берегу моря. Три статуэтки морячков разбиты.

### Глава 4
Нарракотт отыскивает кинозал, где узнаёт, что раньше особняк принадлежал Габриэлле Стил. Также он понимает, что Ломбард испытывает романтические чувства к Вере, обнаружив их в одной комнате ночью. Утром Блор и Нарракотт находят зарубленного Роджерса. Статуэток осталось шесть, несмотря на то, что Роджерс запер дверь в столовую.

### Глава 5
Узнав, что у Брент аллергия на пчёл, Нарракотт и Уоргрейв предлагают защищать её. Тем не менее, Эмили считает, что ей смерть не грозит. Нарракотт прыгает с парашютом, но не долетает до большой земли, зато забирает немецкий приводной радиомаяк. Тем временем обнаруживается, что мёртвое тело Брент лежит на пасеке, а очередная статуэтка разбита.

### Глава 6
Герои решают защищать судью Уоргрейва, учитывая следующую часть стихотворения. Нарракотт оказывается отравлен солидамином (solidamine), ищет противоядие — мазь Беллмана и находит застреленного судью. Вдруг гаснет свет, и Нарракотту приходится идти на улицу и заправлять генератор. На пасеке он находит противоядие и выпивает его.

### Глава 7
Армстронг исчез после ночных происшествий; напуганные обитатели особняка запираются в комнатах. Нарракотт находит тело судьи в кинозале. Признаков огнестрельного ранения нет. Неужели Уоргрейва убили дважды? Нарракотт узнаёт, что Ломбард ушёл разводить сигнальный костёр, идёт за ним, но не находит.

### Глава 8
Блора убивают часы в виде медведя, а Нарракотт находит тело Армстронга. Трое выживших начинают подозревать друг друга.

### Глава 9
Осознав, что на острове можно сгореть только в сигнальном костре, Нарракотт решает защитить Ломбарда на Корабельном Утёсе. Здесь игрок может либо пойти туда и узнать, что спасённый на самом деле не Ломбард, а его друг Чарльз Морли (Charles Morley), либо погулять по острову и потом найти тело Филиппа.

### Глава 10
Нарракотт попадает в комнату Веры через ванную и узнаёт, что на самом деле мистер Оним — это Габриэлла Стил, которая изображала Эмили Брент и даже сыграла свою смерть! Актриса с раздвоением личности решила совершить идеальное убийство «десяти морячков». Выслушав её признание, игрок может либо убежать, и Вера погибнет, либо обезвредить преступницу, толкнув её прямо в приготовленную ей же петлю.

### Финал
В зависимости от действий, предпринятых Нарракоттом в 9 и 10 главах, существует четыре варианта концовки:
1. Спасаются Нарракотт, Ломбард и Вера.
2. Спасаются Нарракотт и Ломбард.
3. Спасаются Нарракотт и Вера.
4. Спасается только Нарракотт, и ему вместе с братом приходится бежать из страны.

### Бонусная загадка
После финального ролика Нарракотту предлагается решить последнюю загадку с оставшимся фарфоровым морячком, чтобы увидеть оригинальную концовку романа Агаты Кристи «Десять негритят».

## Оценка игры
| Сводный рейтинг | Сводный рейтинг | Сводный рейтинг |
| Издание         | Оценка          | Оценка          |
| Издание         | PC              | Wii             |
| --------------- | --------------- | --------------- |
| GameRankings    | 65,36 %         | 54,96 %         |

Квест получил неоднозначную оценку критиков. Чаще всего игру критиковали за «неживых и некрасивых персонажей», хотя были и противоположные мнения. Озвучивание персонажей признали гораздо лучше, чем их графическое исполнение.
Также неоднозначно была оценена музыка, признаваемая и прекрасной, и угнетающей, а также загадки — одни критики их считали простыми и неинтересными, другие — органичными и интеллектуальными.